# Trhovište
Trhovište es un municipio del distrito de Michalovce en la región de Košice, Eslovaquia, con una población estimada a final del año 2024 de 2161 habitantes.
Se encuentra ubicado al noreste de la región, en la cuenca hidrográfica del río Bodrog (afluente derecho del Tisza) y cerca de la frontera con la región de Prešov, Ucrania y Hungría.

## Demografía
| Año        | 1994 | 2004     | 2014    | 2024     |
| ---------- | ---- | -------- | ------- | -------- |
| Población  | 1545 | 1816     | 1913    | 2161     |
| Diferencia |      | +17,54 % | +5,34 % | +12,96 % |

| Año        | 2023 | 2024    |
| ---------- | ---- | ------- |
| Población  | 2140 | 2161    |
| Diferencia |      | +0,98 % |